# Geosaurus
Geosaurus es un género extinto de crocodiliformes marinos, incluidos en la familia Metriorhynchidae que vivió desde fines del Jurásico hasta principios del Cretácico. Geosaurus era un reptil marino carnívoro que vivía en los mares mesozoicos, en los que debió pasar la mayor parte de su vida, sino toda; sin embargo, se desconoce si Geosaurus o alguno de sus parientes metriorrínquidos nacían o no en el mar, ya que no existe evidencia  como huevos o nidos. El nombre Geosaurus significa "lagarto de tierra", derivándose del griego Ge- ("tierra") y σαῦρος -sauros ("lagarto"). El nombre Geosaurus fue establecido por el naturalista francés Georges Cuvier en 1824.
Como curiosidad, el término chino moderno para Geosaurus es Dilong 地龍 "dragón de tierra" (地龙 en chino simplificado); sin embargo, un dinosaurio carnívoro procedente de China fue también denominado Dilong (pero éste formado con los términos dilong 帝龍 "dragón emperador").

## Descripción

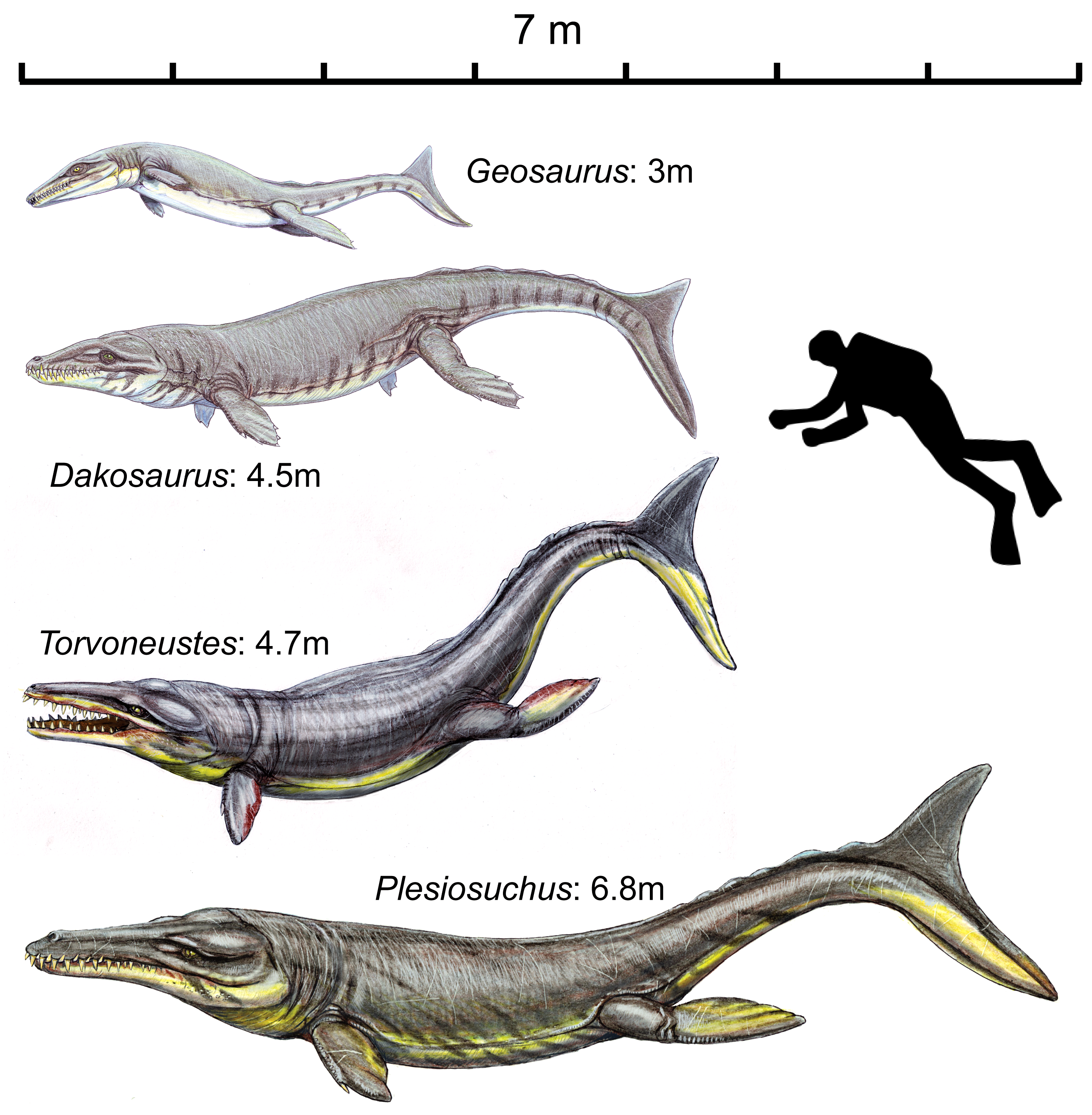
Tamaño de los geosaurinos, incluyendo a Geosaurus

Geosaurus era un reptil marino de gran tamaño, miembro del grupo Crurotarsi, el linaje que conduciría a los crocodilianos modernos. Más específicamente era un "cocodrilo marino", es decir un talatosuquio. Geosaurus era similar en apariencia general a su pariente Dakosaurus con un cráneo relativamente corto y dientes curvados diseñados para cortar carne, probablemente usados para atacar a presas grandes. 
Muchas de las primeras representaciones de Geosaurus estaban basadas en un espécimen casi completo descrito por Eberhard Fraas, el cual describió como una especie de Geosaurus, G. suevicus. Este ejemplar fue hallado en Alemania y data de fines del período Jurásico (Kimmeridgiense tardío). G. suevicus tiene un distintivo hocico largo y estrecho dotado de dientes pequeños y delgados, muy diferentes de los cráneos pertenecientes a la especie tipo. Estudios posteriores y una redescripción de Geosaurus publicada en 2009 mostró que esta forma de hocico largo realmente representaba a individuos de Cricosaurus.

## Clasificación y especies
Los géneros considerados sinónimos más modernos de Geosaurus incluyen a Brachytaenius y Halilimnosaurus . Numerosas especies habían sido asignadas a este género desde el siglo XIX. Sin embargo, análisis filogenéticos iniciados en 2005 no apoyaron la monofilia de Geosaurus. Aunque algunas de las especies tradicionales, como G. suevicus y G. araucanensis formaban un grupo natural, Enaliosuchus también se encontraba dentro de ese grupo. Dado que estos estudios mostraban que los géneros tradicionales de metriorrínquidos no estaban agrupados sobre la base de sus relaciones reales, se necesitó que varias de las especies tradicionalmente asignadas a Geosaurus fueran removidas y reclasificadas, aunque igualmente otras especies clasificadas en otros géneros fueran reasignadas al género Geosaurus.
Las especies incluidas abajo siguen la clasificación revisada, presentada por Young y Andrade en 2009.

### Especies válidas
- La especie tipo Geosaurus giganteus, que significa "lagarto de tierra gigante", es conocida de Europa occidental (Alemania), en el Jurásico superior (principios del Titoniense). Originalmente se le llamó Lacerta gigantea por von Sömmerring.[12]
- Geosaurus grandis, descrito originalmente por Wagner en 1858, fue antiguamente considerado una especie de Cricosaurus. Es conocido a partir de un cráneo completo.
- Geosaurus lapparenti es conocido del sureste de Francia y data de principios del período Cretácico (Valanginiense). Fue nombrado en honor del paleontólogo francés Albert-Félix de Lapparent, y es conocido de un cráneo aislado y huesos postcraneales (cuello y vértebras de la cola y una cintura pélvica parcial).[13] Fue clasificado originalmente como una especie de Dakosaurus.

Una especie grande y aún no descrita de Geosaurus es conocida a partir de un único diente de Plattenkalk en Alemania.
Cladograma según el análisis de Cau & Fanti (2010).
|  | G. lapparenti                                               |
|  |                                                             |
|  | \| \| G. grandis \| \| \| \| \| \| G. giganteus \| \| \| \| |
|  |                                                             |
|  | G. grandis                                                  |
|  |                                                             |
|  | G. giganteus                                                |
|  |                                                             |

|  | G. grandis   |
|  |              |
|  | G. giganteus |
|  |              |

### Especies reclasificadas
En 2009, Young y de Andrade publicaron una redescripción de Geosaurus, examinando las relaciones y la validez de especies agrupadas en el género. Después de llevar a cabo un análisis filogenético de los metriorrínquidos, ellos hallaron que muchas especies estaban agrupadas de manera parafilética o en los géneros equivocados. Específicamente, ellos encontraron que varias especies antes clasificadas en Geosaurus, incluyendo G. suevicus, G. saltillense, G. vignaudi, y G. araucanensis eran realmente especies del género cercano Cricosaurus. Rhacheosaurus gracilis, otra especie de hocico largo, también era considerada una especie de Geosaurus (G. gracilis).
Geosaurus carpenteri, también referida en su tiempo a Dakosaurus, es conocido de un cráneo parcial. Dientes idénticos a los conocidos de esta especie han sido recuperados de Yorkshire, Reino Unido. Más tarde se le asignó su propio género, Torvoneustes por Andrade et al., 2010.
Un espécimen no nombrado de Geosaurus fue encontrado en rocas del periodo Oxfordiense de Cuba, aunque estudios posteriores han mostrado que esta especie estaba más bien relacionada con Cricosaurus.

## Paleobiología

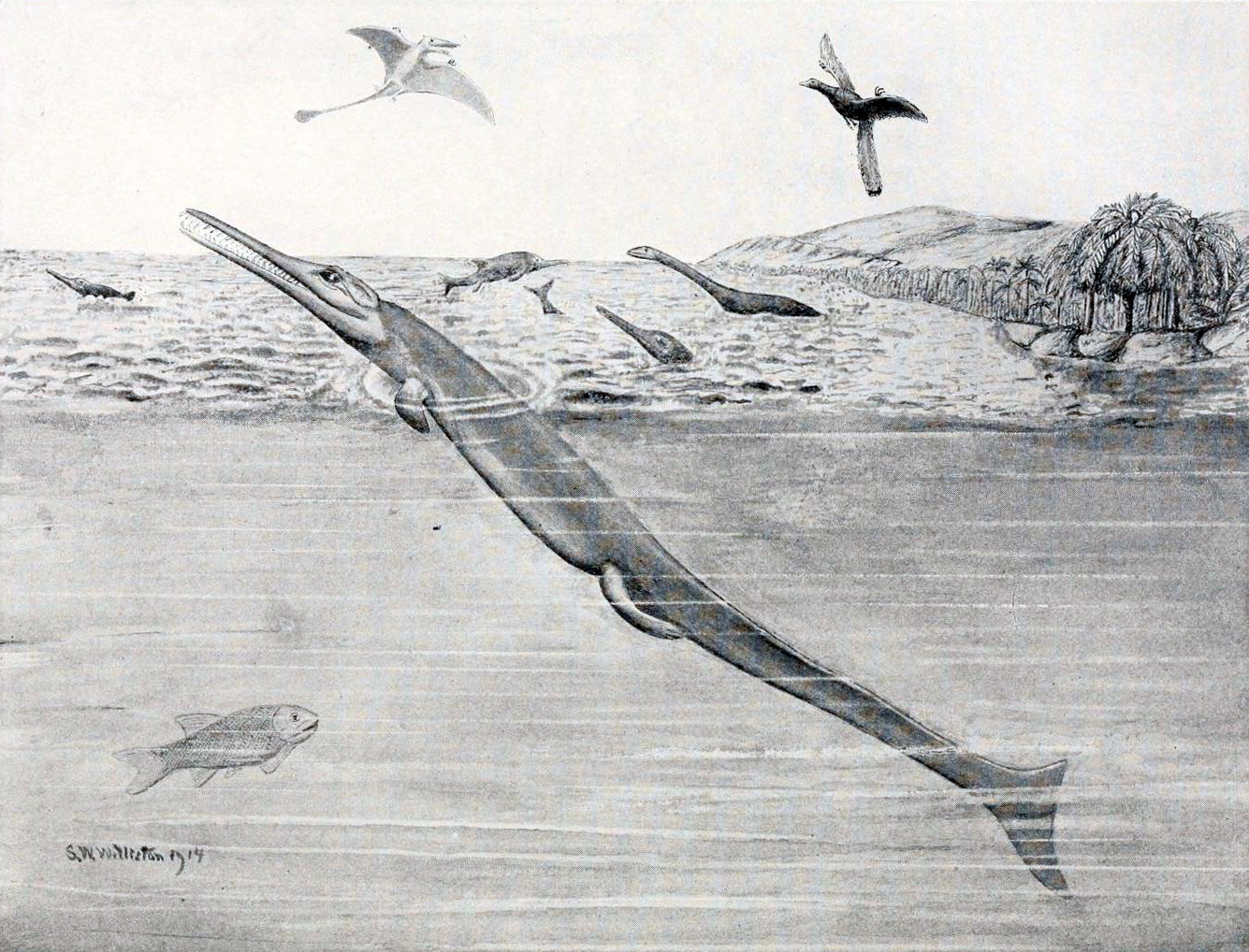
Rhacheosaurus gracilis

### División ecológica
Varias especies de metrirrínquidos son conocidas de la formación Mörnsheim (en la Caliza de Solnhofen, principios del Titoniano) de Baviera, Alemania. Junto a Dakosaurus maximus, se conocen tres especies de Geosaurus, incluyendo a G. giganteus, G. suevicus y G. gracilis. Se ha hipotetizado que esta diferenciación en nichos permitía a varias especies de crocodiliformes coexistir. Parece que Dakosaurus y G. giganteus eran los predadores principales en esta área, los cuales tenían dientes grandes y aserrados en cráneo de hocico corto, contrastando con Cricosaurus y Rhacheosaurus, ambos dotados de hocicos largos y delgados, especializados en peces y otras presas pequeñas. Adicionalmente, una especie del teleosáurido Steneosaurus también habitaba en esa formación.